# 大爪草属
大爪草属（学名：Spergula）是石竹科下的一个属，为一年生或多年生草本植物。该属共有5种，分布于温带地区。